# Osmerac (veslanje)
Osmerac (8+) je čamac za natjecateljsko veslanje na mirnim vodama čiju posadu čini osam rimen veslača (četiri desna i četiri lijeva), i kormilar. Kormilar može biti smješten u ležećem položaju u pramcu odmah iza leđa veslača na broju 1 i gleda u smjeru plovidbe, ili na suprotnom kraju čamca u sjedećem položaju licem okrenut prema štrokeru (veslač na broju 8 čiji ritam prate ostali veslači). U oba položaja kormilar upravlja čamcem putem ručice koja je sajlama povezana s kormilom. Kormilo se (kod svih čamaca) nalazi na štrokerovom kraju čamca uz kobilicu ili kod samog vrha. Duljina suvremenog osmerca za elitno veslanje obično je oko 17 do 20 m, a masa 96 kg ili više. Građen je od kompozitnih materijala. Stariji čamci građeni su od drveta i osjetno su teži. Mogu biti građeni u jednom komadu, ili nerijetko u dva nejednaka dijela (što može biti prednost u transportu).
Oznaka za osmerac je "8+", pri čemu broj 8 označava ukupan broj veslača u čamcu, a plus označava da u čamcu postoji kormilar kao dodatni član posade. U pravilu osmerac uvijek ima kormilara. Postoji osmerac bez kormilara, ali to je rijetkost i koristi se za egzibicije ili treninge. Zbog veličine čamca, broja veslača, mase i brzine koju razvija, kormilar mora biti prisutan i odgovoran je za sigurnost svojeg i drugih čamaca. Također kormilar može imati i druge zadaće kao što su koordiniranje posade, kontrola nad tempom i nad položajem u utrci. Može imati i mikrofon ako su u čamcu ugrađeni zvučnici, kako bi ga posada bolje čula. U hrvatskom veslačkom žargonu izraz "osmerac" odnosi se jedino na ovu klasu čamca, a osmerca bez kormilara nema. Postoji i osmerac na pariće (osmerac skul, 8x+), također s kormilarom i u nekim zemljama organiziraju se školska ili sveučilišna natjecanja u toj klasi. U Hrvatskoj ga također nema. 
S obzirom na osobine svakog pojedinog veslača, mogući su različiti rasporedi tzv. desnih i lijevih veslača. Uobičajen raspored od veslača na poziciji 8 (štroker) prema veslaču na poziciji 1 je naizmjenični desni pa lijevi. Tako veslači na parnim brojevima (2,4,6,8) imaju desno veslo, a na neparnim (1,3,5,7) imaju lijevo veslo. Međutim moguće su i drukčije varijante kao i u ostalim rimen disciplinama. Da bi se mijenjali navedeni rasporedi u čamcu, potrebno je skinuti postojeći izbočnik (na kojem se nalazi ušica kroz koju veslo prolazi), i postaviti drugi na suprotnu stranu. S obzirom na nepraktičnost učestalog mijenjanja, tome se pribjegava najčešće u elitnom veslanju kada posada ima svoj čamac kojeg drugi ne koriste, pa ga prilagođava svojim potrebama, i kada takve nijanse mogu utjecati na rezultat utrke.
Posade muških (M8+) i ženskih (W8+) osmeraca natječju se na olimpijskim igrama. Natjecanje osmeraca često se naziva kraljevska utrka ili kraljevska disciplina. Radi se o najbržim čamcima na veslačkim natjecanjima.